# MHC Krimpen
MHC Krimpen is een hockeyclub uit Krimpen aan den IJssel, in de Nederlandse provincie Zuid-Holland.
De club werd opgericht op 27 oktober 1970 en speelt op Sportpark Driekamp waar ook een korfbalvereniging is gevestigd. Het eerste herenteam is in het seizoen 2012/13 uitgekomen in de Vierde klasse en er trad géén damesteam aan in de bondscompetitie van de KNHB.